# 케찹
케찹(인도네시아어: kecap, 자와어·순다어: kécap, 말레이어: kicap 키찹[*])은 인도네시아를 비롯한 해양 동남아시아에서 간장 등 소스를 일컫는 말이다.

## 이름
인도네시아어 "케찹(kecap)"과 말레이어 "키찹(kicap)"은 영어 "케첩(ketchup)"과 동원어로, 어원은 중국어 방언일 것으로 추측된다. 두 가지 설이 있다.
- 茄汁(한국 한자음: 가즙) 어원설: 광둥어 발음인 "케잡(ke42 zap1)" 또는 민난어 발음인 "끼오짭(kiô-chap)"이 어원이라는 설이다. 茄(한국 한자음: 가)는 "토마토(중국어: 番茄)"를, 汁(한국 한자음: 즙)은 "즙. 주스, 소스"를 뜻한다. "토마토 소스"를 뜻하는 말에서 유래했다는 설이다.
- 膎汁/鮭汁(한국 한자음: 해즙) 어원설: 민난어 발음인 "꾸에찌압(kôe-chiap)" 또는 "께찌압(kê-chiap)", 또는 광둥어 발음인 "과이잡(gwai1 zap1)"이 어원이라는 설이다. 膎/鮭(한국 한자음: 해)는 "생선"을, 汁(한국 한자음: 즙)은 "즙. 주스, 소스"를 뜻한다. "어장"을 뜻하는 말에서 유래했다는 설이다.

## 종류
- 두장
  - 케찹 마니스(단 간장)
  - 케찹 아신(짠 간장)
- 어장
  - 케찹 이칸(피시 소스)
- 기타
  - 케찹 아이르 클라파(코코넛워터 소스)
  - 케찹 암파스 타후(비지 소스)
  - 케찹 잉그리스(우스터셔 소스)

## 같이 보기
- 삼발